# Krvavi zid
Krvavi zid je ena od mladinskih črtic z motivi iz NOB, in sicer gre za zbirko partizanskih zgodb po ljudskem izročilu. Zapisal jo je Lojze Zupanc.

## Kratek povzetek
Mike Kraljič se je po petnajstih letih bivanja v Ameriki, spomladi, vrnil nazaj v svojo domovino, v vasico Laze, k svoji ženi Franici in sinu Tijčku. Doma je našel le ženo, ki je bila njegove vrnitve zelo vesela. Povedala mu je, da so Tijčka v vojni ubili Nemci.
K Mikeu so prihajali na obisk sorodniki in sosedje. Vsak je imel kakšno žalostno novico o sebi, svoji družini in trpljenju med vojno, a nihče mu ni omenil, kakšna je bila usoda njegovega sina. Nekega dne pa je Mike želel vse izvedeti. Franica ga je odvedla k cerkvenemu zidu in pokazala mesto, kjer je bil njun sin hladnokrvno umorjen. Tako je minevala pomlad, prišla je jesen, Mike in Franica pa sta  živela naprej z bolečo preteklostjo. V njuno hišo ni zahajal nihče, saj je Mike od vrnitve naprej postal zadržan, zaprt vase in tih.
Po dolgem letu sta Mike in Franica počasi sprejela sinovo smrt in tako začela živeti dalje. V Mikeovi hiši je bilo spet vse veselo in družabno, sosedje so prihajali na obisk in tako je Mike nehal veljati za čudnega in neprijaznega. Zgodba se konča z novico, da je Franica noseča.

## Analiza dela
Književni prostor je postavljen v vasico Laze, kjer se odvija večji del zgodbe. Na začetku zgodbe izvemo, da je Mike živel v Ameriki.  V Ameriki je bilo v tistem času lažje zaslužiti, saj je v domovini zaradi vojne bilo težko najti delo. Književni čas je postavljen v sredo druge svetovne vojne in sicer v okviru NOB - narodnoosvobodilnega boja proti okupatorjem na območju Jugoslavije med letoma 1941 in 1945. 
Književne osebe so razdeljene na stranske in glavne. Osrednji literarni lik je Mike s svojo družino. Čez celotno zgodbo poteka opisovanje Mikeovih čustev zaradi izgube sina, ter na začetku zgodbe Franičinega hrepenenja po moževi vrnitvi. Opisano je tudi celotno vzdušje v vasi. Stranske osebe, kot je stara gospa Kobečka, vzdušje le še poglobijo in potrdijo, saj je v vojni izgubila tri sinove. Pojavljajo se motivi žalosti, sovraštva, nesreče, hrepenenja, obžalovanja. Na koncu zgodbe zasledimo motiv veselja in sreče, saj napoveduje pozitiven začetek za Franico in Mikea, ker Franica izve, da je noseča. Novo rojstvo je simbol, da se bo slovensko ljudstvo ne glede na vojno, ohranilo.
V zgodbi opazimo tudi posamezne slogovne značilnosti. Pomanjševalnice ( cerkvica, vasica, dečica, konjiček, tetica) veliko je tudi starinskih besed ali arhaizmov, ki nekako prevladujejo v besedilu (financarji, ves naphan, mentrga, oštaliti, kofanec) ter okrasnih pridevkov ( modrikasta megla, grenke solze, trepetajoča gneča, krvavi zid, nedolžna kri ). 
Tema zgodbe je življenje glavne osebe in njegove družine v času vojne ter njene posledice.